# Friedrich W. Michelsen
Friedrich W. Michelsen (* 14. März 1926 in Düsseldorf; † 6. November 2010 in Hamburg) war ein niederdeutscher Sprach- und Literaturwissenschaftler.
Friedrich Wilhelm Michelsen war Professor für Bibliothekswesen an der Fachhochschule Hamburg. Er erarbeitete die Plattdeutsche Bibliographie für den Zeitraum von 1945 bis 1990. Von 1965 bis 1968 sowie von 1970 bis 1977 war er Vorsitzender der Vereinigung Quickborn; von 1973 bis 1993 deren Schriftleiter.
Friedrich W. Michelsen erhielt 1986 den Johannes-Saß-Preis, 1994 den Quickborn-Preis, 1998 den Friedestrompreis und 2004 den Fritz-Reuter-Preis der Carl-Toepfer-Stiftung in Hamburg.

## Veröffentlichungen
- Gorch Fock: Werk u. Wirkung. Hamburg 1984, ISBN 3-87118-659-7
- Dat en Spoor blifft: Ulf Bichel zum 60. Geburtstag. Göttingen (1985) ISBN 3-921860-22-9
- All uns' Leven höört di to: Johann Diedrich Bellmann to'n Dank. Soltau 1992
- Dat 's ditmal allens, wat ik weten do, op'n anner Mal mehr ... : 100 Jahre Quickborn. Hamburg 2004, ISBN 3-87651-283-2